# Friedrich Wetter
Friedrich Wetter (Landau, 20. veljače 1928.) njemački je kardinal Katoličke Crkve. Bio je nadbiskup münchenski i freisingski od 1982. do 2007., a prije toga biskup speyerski od 1968. do 1982. godine.
Dok je bio nadbiskup Münchena i Freisinga, predsjedao je Biskupskom konferencijom Freisinga, a od 1981. do 2008. predsjedao je povjerenstvom za vjeru Njemačke biskupske konferencije.
Kardinalom ga je imenovao papa Ivan Pavao II. 25. svibnja 1985. s naslovom crkvom Santo Stefano Rotondo.